# Comuna de Zaręby Kościelne
Zaręby Kościelne (polaco: Gmina Zaręby Kościelne) é uma gminy (comuna) na Polónia, na voivodia de Mazóvia e no condado de Ostrowski (mazowiecki). A sede do condado é a cidade de Zaręby Kościelne.
De acordo com os censos de 2004, a comuna tem 3888 habitantes, com uma densidade 43,7 hab/km².

## Área
Estende-se por uma área de 88,9 km², incluindo:
- área agrícola: 74%
- área florestal: 18%

## Demografia
Dados de 30 de Junho 2004:
|                      | Total   | Total | Mulheres | Mulheres | Homens  | Homens |
| -------------------- | ------- | ----- | -------- | -------- | ------- | ------ |
|                      | pessoas | %     | pessoas  | %        | pessoas | %      |
| População            | 3888    | 100   | 1878     | 48,3     | 2010    | 51,7   |
| Densidade (pop./km²) | 43,7    | 100   | 21,1     | 21,1     | 22,6    | 22,6   |

De acordo com dados de 2002, o rendimento médio per capita ascendia a 1361,51 zł.

## Subdivisões
- Budziszewo, Chmielewo, Gaczkowo, Gąsiorowo, Grabowo, Kępiste-Borowe, Kietlanka, Kosuty, Niemiry-Stara Złotoria-Kańkowo-Piecki, Nienałty-Brewki, Nienałty-Szymany, Nowa Złotoria, Pętkowo Wielkie, Pułazie, Rawy, Rostki-Daćbogi, Skłody-Piotrowice, Skłody-Stachy, Skłody Średnie, Świerże-Kończany, Świerże-Kiełcze, Świerże-Kolonia, Świerże-Panki, Świerże Zielone, Uścianek Wielki, Zakrzewo-Kopijki, Zakrzewo Wielkie, Zaręby Kościelne, Zaręby Leśne, Zgleczewo Panieńskie, Zgleczewo Szlacheckie.

## Comunas vizinhas
- Andrzejewo, Ceranów, Małkinia Górna, Ostrów Mazowiecka, Szulborze Wielkie